# Confrontos entre Botafogo e Corinthians no futebol
Botafogo vs. Corinthians ou Choque de Alvinegros, é como são chamados os confrontos entre Botafogo F.R. e S.C. Corinthians Paulista, dois dos maiores clubes de futebol do Rio de Janeiro e de São Paulo, respectivamente. O clássico é marcado por conta dos dois clubes frequentemente decidirem jogos decisivos, sendo o Botafogo considerado um "carrasco" do Corinthians, impedindo o êxito do clube paulista em 5 ocasiões de 6 em confrontos eliminatórios. Além disso, o timão experimentou sua derrota mais significativa fora do estado contra o Glorioso, um 7-1 (1931) em General Severiano.

## História
A primeira partida foi a vitória c5 vezes int6 na por 4 a 3 no Estádio do Parque São Jorge em amistoso realizado no dia 14 de abril de 1929.
A maior goleada foi a vitória botafoguense por 7 a 1 no dia 6 de maio de 1931 em General Severiano, válida pela disputa da Taça Associação Metropolitana de Esportes Athleticos (AMEA), sendo esta a maior goleada sofrida pelo Corinthians em confrontos  interestaduais. Já a favor do Corinthians foi a vitória por 5 a 0 no amistoso disputado em 6 de fevereiro de 1949.
O Corinthians sagrou-se campeão do Torneio Rio-São Paulo de 1950 ao empatar por 1 a 1 contra o Botafogo, que apenas cumpria a tabela, no Estádio do Pacaembu, perante um público estimado de cerca de 45 mil pessoas.
Pela Copa Libertadores da América de 1996 os dois clubes se enfrentaram pela Primeira Fase, com vitória corintiana por 3 a 0 em São Paulo e empate em 1 a 1 no Rio de Janeiro.

## Campeonato Brasileiro

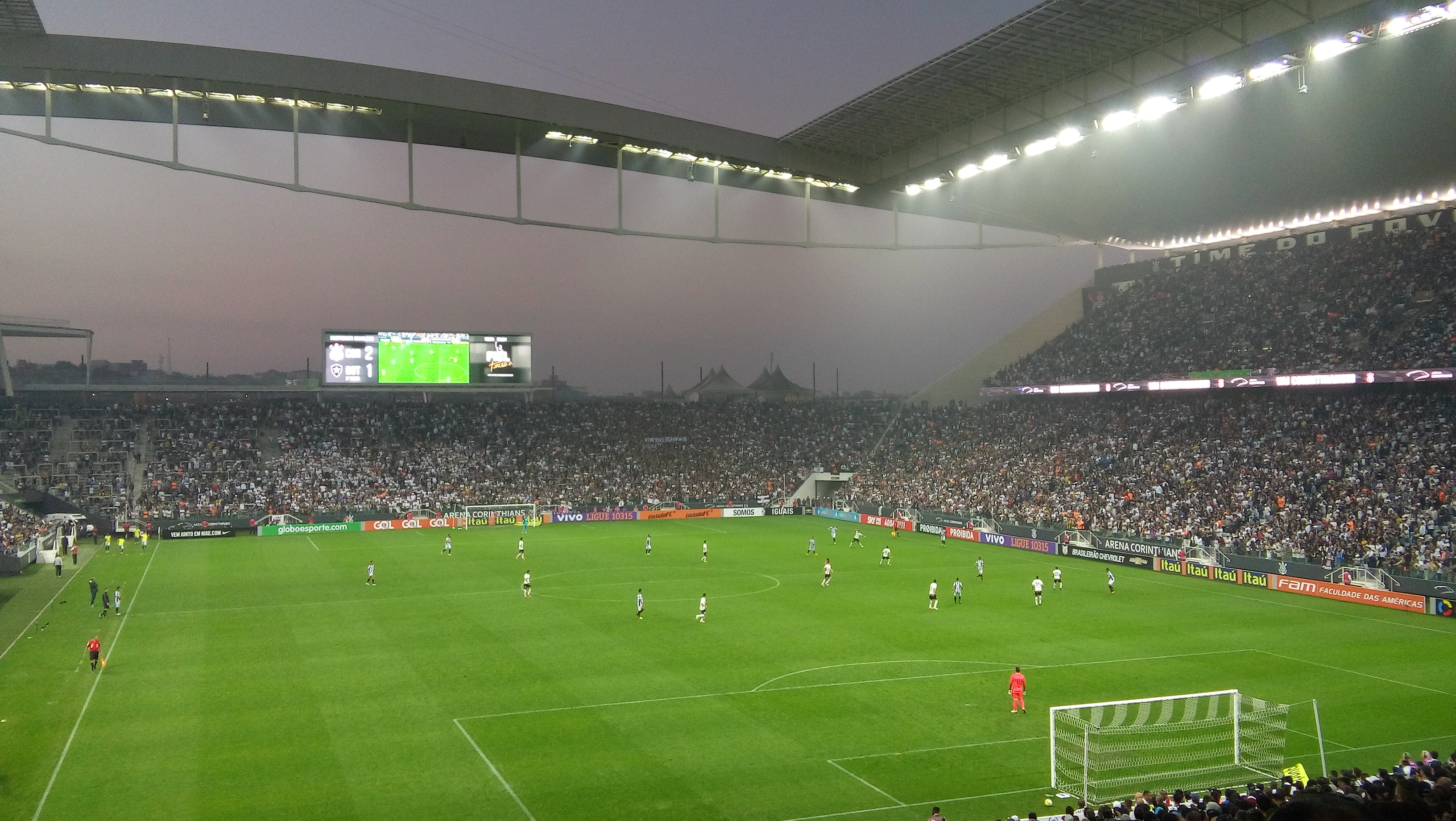
Clássico na Arena Corinthians em 2016.

Pelo Campeonato Brasileiro Unificado foram disputadas 67 partidas, com 26 vitórias do Botafogo, 23 do Corinthians e 18 empates, 80 gols a favor do Botafogo e 85 a favor do Corinthians.

## Jogos decisivos
Finais
Em competições da FERJ-FPF
Em 1931, o Botafogo ganhou a Taça dos Campeões Estaduais Rio-São Paulo em cima do Corinthians.
Em competições de torneios amistosos
Em 1964, o Botafogo ganhou o Torneio Quadrangular de Belo Horizonte em cima do Corinthians.
Mata matas em competições de torneios amistosos
Em 1974, o Botafogo eliminou o Corinthians na semifinal do Torneio da Independência.
Mata matas em competições da CBF
Em 1972, o Botafogo eliminou o Corinthians na semifinal do Campeonato Brasileiro.
Em 2000, o Botafogo eliminou o Corinthians nas oitavas de final da Copa do Brasil.
Em 2008, o Corinthians eliminou o Botafogo na semifinal da Copa do Brasil.
Mata matas em competições da Conmebol
Em 2007, o Botafogo eliminou o Corinthians na primeira fase da Copa Sul-Americana.

## Maiores públicos
Onde não consta informação sobre públicos pagante e presente, a referência é aos pagantes.
No Rio de Janeiro
1. Botafogo 2–1 Corinthians, 68.695, 20 de dezembro de 1972, Estádio do Maracanã, Campeonato Brasileiro.[1]

No Estádio Nilton Santos:
1. Botafogo 1–3 Corinthians, 36.898, 10 de abril de 2022, Campeonato Brasileiro (34.344 pagantes).[4]

Em São Paulo
1. Corinthians 2–1 Botafogo, 62.030, 28 de maio de 2008, Estádio do Morumbi, Copa do Brasil (61.752 pagantes).

No Estádio do Pacaembu:
1. Corinthians 1–1 Botafogo, 48.329 7 de outubro de 1973, Campeonato Brasileiro.[1]

Na Neo Química Arena:
1. Corinthians 1–0 Botafogo, 40.658 2 de julho de 2017, Campeonato Brasileiro (40.341 pagantes).[5]

## Confrontos
| Vitória do Botafogo | Empate | Vitória do Corinthians | Jogo decidiu título |

### Anos 2010
| Data                   | Torneio  | Estádio           | Casa        | Visitante   | Placar | Gols (casa)                                     | Gols (visitante)                   |
| ---------------------- | -------- | ----------------- | ----------- | ----------- | ------ | ----------------------------------------------- | ---------------------------------- |
| 25 de abril de 2010    | Amistoso | Engenhão          | Botafogo    | Corinthians | 3–1    | Loco Abreu 44', Edno 48', Herrera 59'           | Souza 61'                          |
| 6 de junho de 2010     | Série A  | Engenhão          | Botafogo    | Corinthians | 2–2    | Renato Cajá 47', Lúcio Flávio 72'               | Bruno César 30', Paulo André 90+3' |
| 29 de setembro de 2010 | Série A  | Pacaembu          | Corinthians | Botafogo    | 1–1    | Bruno César 2'                                  | Loco Abreu 24'                     |
| 20 de julho de 2011    | Série A  | São Januário      | Botafogo    | Corinthians | 0–2    |                                                 | Liedson 43', Paulinho 90+3'        |
| 12 de outubro de 2011  | Série A  | Pacaembu          | Corinthians | Botafogo    | 0–2    |                                                 | Loco Abreu 11', Maicosuel 33'      |
| 11 de julho de 2012    | Série A  | Pacaembu          | Corinthians | Botafogo    | 1–3    | Chicão 89'                                      | Paulo André 27', Elkeson 56', 68'  |
| 23 de setembro de 2012 | Série A  | Engenhão          | Botafogo    | Corinthians | 2–2    | Seedorf 5', 75'                                 | Guerrero 8', Douglas 12' (pen)     |
| 25 de maio de 2013     | Série A  | Pacaembu          | Corinthians | Botafogo    | 1–1    | Paulinho 73'                                    | Rafael Marques 25'                 |
| 11 de setembro de 2013 | Série A  | Maracanã          | Botafogo    | Corinthians | 1–0    | Hyuri 89'                                       |                                    |
| 1 de junho de 2014     | Série A  | Arena Corinthians | Corinthians | Botafogo    | 1–1    | Jadson 23'                                      | Edílson 87'                        |
| 11 de outubro de 2014  | Série A  | Arena da Amazônia | Botafogo    | Corinthians | 1–0    | Wallyson 29'                                    |                                    |
| 19 de junho de 2016    | Série A  | Arena Corinthians | Corinthians | Botafogo    | 3–1    | Bruno Henrique 23', 88', Marquinhos Gabriel 52' | Leandrinho 27'                     |
| 1 de outubro de 2016   | Série A  | Arena Botafogo    | Botafogo    | Corinthians | 2–0    | Neilton 22', Diogo Barbosa 38'                  |                                    |
| 2 de julho de 2017     | Série A  | Arena Corinthians | Corinthians | Botafogo    | 1–0    | Jô 79'                                          |                                    |
| 23 de outubro de 2017  | Série A  | Nilton Santos     | Botafogo    | Corinthians | 2–1    | Brenner 52', Igor Rabello 75'                   | Jô 59'                             |
| 18 de julho de 2018    | Série A  | Arena Corinthians | Corinthians | Botafogo    | 2–0    | Rodriguinho 2', Romero 75'                      |                                    |
| 4 de novembro de 2018  | Série A  | Nilton Santos     | Botafogo    | Corinthians | 1–0    | Rodrigo Lindoso 27'                             |                                    |
| 17 de agosto de 2019   | Série A  | Arena Corinthians | Corinthians | Botafogo    | 2–0    | Boselli 42', Everaldo 56'                       |                                    |
| 24 de novembro de 2019 | Série A  | Nilton Santos     | Botafogo    | Corinthians | 1–0    | Diego Souza 18'                                 |                                    |

### Anos 2020
| Data                   | Torneio | Estádio           | Casa        | Visitante   | Placar | Gols (casa)                                 | Gols (visitante)                                 |
| ---------------------- | ------- | ----------------- | ----------- | ----------- | ------ | ------------------------------------------- | ------------------------------------------------ |
| 5 de setembro de 2020  | Série A | Neo Química Arena | Corinthians | Botafogo    | 2–2    | Fagner 11' (pen), Jô 90+2'                  | Bruno Nazário 21', Kalou 74'                     |
| 27 de dezembro de 2020 | Série A | Nilton Santos     | Botafogo    | Corinthians | 0–2    |                                             | Juan Cazares 34' Mateus Vital 90+5'              |
| 10 de abril de 2022    | Série A | Nilton Santos     | Botafogo    | Corinthians | 1–3    | Diego Gonçalves 66' (pen)                   | Paulinho 17' Gustavo Mantuan 26' Lucas Piton 44' |
| 30 de julho de 2022    | Série A | Neo Química Arena | Corinthians | Botafogo    | 1–0    | Gustavo Mosquito 27'                        |                                                  |
| 11 de maio de 2023     | Série A | Nilton Santos     | Botafogo    | Corinthians | 3–0    | Tiquinho Soares 12', 64' (pen), Eduardo 81' |                                                  |
| 22 de setembro de 2023 | Série A | Neo Química Arena | Corinthians | Botafogo    | 1–0    | Gil 59'                                     |                                                  |
| 1 de junho de 2024     | Série A | Neo Química Arena | Corinthians | Botafogo    | 0–1    |                                             | Júnior Santos 59'                                |
| 14 de setembro de 2024 | Série A | Nilton Santos     | Botafogo    | Corinthians | 2–1    | Luiz Henrique 39', Thiago Almada 66'        | Rodrigo Garro 62' (pen)                          |